# Mahseer
Mahseer (Tor putitora) är en fiskart som först beskrevs av Hamilton 1822.  Mahseer ingår i släktet Tor och familjen karpfiskar. IUCN kategoriserar arten globalt som starkt hotad. Inga underarter finns listade i Catalogue of Life.